# 乌罗什·塞利亚克
乌罗什·塞利亚克（1966年5月13日—），男，生于新戈里察，斯洛文尼亚宇宙学家，加州大学伯克利分校天文学和物理学教授。主要研究方向为宇宙微波背景辐射、星系成团和弱引力透镜，以及这些观测对宇宙大尺度结构的影响。

## 生平
塞利亚克从新戈里察语法学校毕业后，在斯洛文尼亚的卢布尔雅那大学就读，1989年毕业。1991年，他在卢布尔雅那大学获得了硕士学位。1995年，获得了麻省理工学院博士学位。之后在哈佛-史密松天体物理中心从事博士后研究。他先后在普林斯顿大学，的里雅斯特国际理论物理中心，意大利和苏黎世大学担任教职，2008年起任教于加州大学伯克利分校。在伯克利，他还获得了劳伦斯伯克利国家实验室的联合任命。

## 学术贡献
他和马蒂亚斯·萨尔达里亚加一起开发了CMBFAST代码，这是第一个对于任意一组宇宙学参数计算CMB各向异性的高效方法。

## 学生
塞利亚克的学生包括马蒂亚斯·萨尔达里亚加、凯文·赫芬伯格（Kevin Huffenberger）、克里斯·平田、瑞秋·曼德鮑姆、尼基尔·帕德马纳班（Nikhil Padmanabhan）、盧卡斯·隆布瑞瑟、尼科·哈马乌斯（Nico Hamaus）、托比亚斯·巴尔道夫（Tobias Baldauf）、兹沃尼米尔·弗拉（Zvonimir Vlah）和乔纳森·布拉泽克（Jonathan Blazek）等。 

## 奖项
2001年，他获得了美国天文学会海伦·B·华纳天文学奖。